# Telefo
(Pausania, X, 28, 8)
Nella mitologia greca Telefo (in greco antico: Τήλεφος?, Tḕlephos) è figlio di Eracle e di Auge, figlia del re di Tegea, Aleo. Le vicende della sua vita, pur non essendo mai menzionate da Omero, sono narrate da vari autori classici, soprattutto dallo Pseudo-Apollodoro, da Ditti Cretese e da Igino (talvolta con differenze significative), e numerosi sono i riferimenti ad episodi della sua vita riscontrabili in opere antiche.
L'episodio per cui divenne famoso è la battaglia contro l'esercito greco diretto a Troia, ma sbarcato per sbaglio sulle coste della Misia, della quale Telefo era diventato sovrano: lo scontro provocò numerose perdite in entrambi gli schieramenti ed il re misio fu ferito a una coscia da Achille. Il ferimento e la successiva guarigione per mano dello stesso Achille divennero un argomento usato da molti autori antichi, nonché base per alcune tragedie greche.
Telefo divenne oggetto di culto eroico nella città di Pergamo, in Misia, e le sue gesta sono raffigurate sul fregio dell'Altare, oggi conservato a Berlino.

## Il mito

### Nascita e infanzia

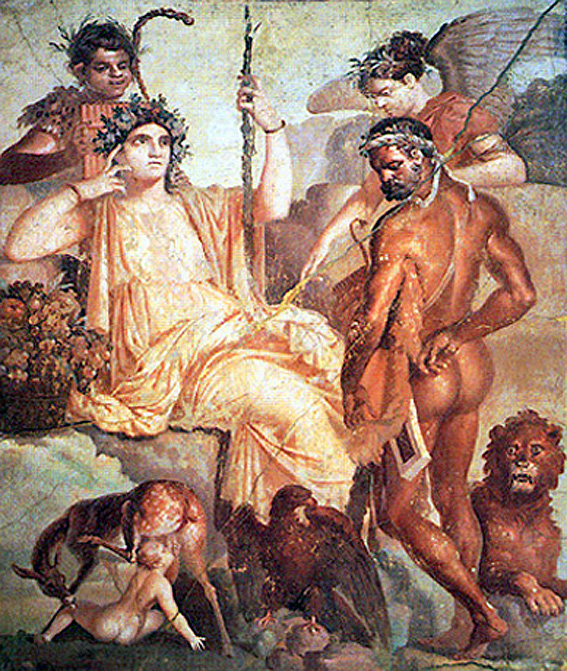
Eracle (in piedi a destra) ritrova il figlio Telefo (in basso a sinistra), mentre è allattato da una cerva. Affresco dall'Augusteum di Ercolano, oggi al Museo Archeologico Nazionale di Napoli.

Secondo la versione più diffusa del mito, Eracle, giunto a Tegea in Arcadia, ebbe un rapporto sessuale con Auge, figlia del re della città Aleo, senza conoscerne però la reale identità. Da questa unione nacque un bambino, che fu nascosto segretamente da Auge nel recinto di Atena. Ma Aleo scoprì la maternità della figlia quando, in seguito a una pestilenza che stava devastando il regno, si recò al tempio per pregare la dea Atena.
Alcidamante racconta nell'Odisseo una versione più particolareggiata del concepimento, che in alcuni aspetti ricalca la storia di Danae e Perseo. Aleo, durante un viaggio a Delfi, era stato avvertito dall'oracolo che i suoi figli maschi sarebbero stati uccisi da suo nipote, il figlio di Auge. Per evitare che l'oracolo si avverasse, Aleo fece chiudere la figlia nel tempio di Atena, del quale la nominò sacerdotessa; dichiarò inoltre che sarebbe stata messa a morte se non si fosse mantenuta casta. Proprio in questo tempio Aleo organizzò un banchetto per Eracle, di passaggio mentre si dirigeva a portar guerra ad Augia in Elide: sotto l'influsso del vino, Eracle violentò Auge, che rimase incinta.
Il bambino fu dunque preso ed esposto sul monte Partenio, lungo la strada tra Tegea ed Argo, dove, per volere divino, fu allattato da una cerva. Auge invece fu affidata al re Nauplio per essere venduta come schiava in terre lontane. Quest'ultimo, giunto in Misia, ricevette un riscatto dal re Teutrante, che la prese con sé. Secondo un'altra versione, riportata da Diodoro Siculo, Aleo ordinò a Nauplio di affogare la fanciulla, ancora incinta, che però riuscì a fuggire e partorì il piccolo in un boschetto, nascondendolo poi in mezzo ai cespugli. La giovane però, ricatturata, venne venduta a un ammiraglio di Misia che la donò al re Teutrante. Il piccolo, allattato, come detto prima, da una cerva, fu ritrovato da alcuni pastori che lo consegnarono al proprio re, Corito; questi chiamò il piccolo Telefo, in onore della prima nutrice (il suo nome infatti sembra derivare da θηλή thēlḕ, "mammella" e ἔλαφος èlaphos, "cervo" o "cerva").
A quest'ultima versione fa riferimento anche Pausania quando ricorda che gli abitanti di Tegea chiamano Ilizia Auge sulle ginocchia: nel punto in cui è il tempio di Ilizia, infatti, Auge avrebbe dato alla luce il figlio.

### Il passaggio in Asia

Posizione approssimativa della Misia rispetto alla altre regioni storiche dell'Asia Minore. Il regno di Telefo affacciava sul mare, nei pressi dell'Ellesponto, e confinava con la Troade, l'Eolide, la Bitinia e la Frigia.

Diventato adulto, Telefo volle avere notizie sulla madre e si recò a Delfi per chiederne informazioni. L'oracolo gli consigliò di recarsi in Misia dal re Teutrante. Giunto dunque in Misia con l'amico Partenopeo (figlio di Atalanta e anch'egli esposto sul monte Partenio), vide come quella terra era minacciata dall'esercito di Ida, figlio di Afareo. Teutrante aveva promesso la mano di Auge a chi avesse sconfitto le schiere del rivale. Telefo affrontò dunque in duello Ida e lo uccise, ricevendo in premio Auge, senza sapere però chi fosse realmente. Ma la donna, riconoscendolo, non volle unirsi a lui e tentò di ucciderlo con una spada; il suo tentativo, però, fu vanificato grazie all'intervento di un grande serpente inviato dagli dèi che protesse Telefo; Auge, chiedendo allora pietà, invocò Eracle e fu così svelata al figlio la sua vera identità. Teutrante felice decise di adottarlo come suo erede e gli diede in moglie Astioche, sorella del re troiano Priamo, da cui nacque Euripilo. Alla morte del re, Telefo divenne sovrano di Misia.
Strabone fornisce un'altra versione del passaggio di Telefo in Asia, che dipende da una tragedia perduta di Euripide. Quando Aleo scoprì che Auge era stata violata da Eracle, mise lei ed il figlio in una cesta e la abbandonò in mare; la cesta arrivò fino alla foce del fiume Caico, in Misia, dove madre e figlio furono salvati dal re Teutrante, che li trattò come se fossero la propria moglie ed il proprio figlio, futuro re. Un racconto simile è in Pausania, che dipende da Ecateo di Abdera e che ricorda che a Pergamo è la tomba di Auge, nei pressi del fiume Caico.
Un frammento della già ricordata tragedia euripidea propone un'altra derivazione del nome Telefo, legata proprio alla lontananza dal luogo di nascita. In questo brano egli racconta che, divenuto sovrano di Misia, il suo popolo lo chiama Telefo per via della sua origine, poiché viveva lontano (in greco antico: τηλοῦ?, tēlù) da dove era nato.

### Lo scontro con i Greci

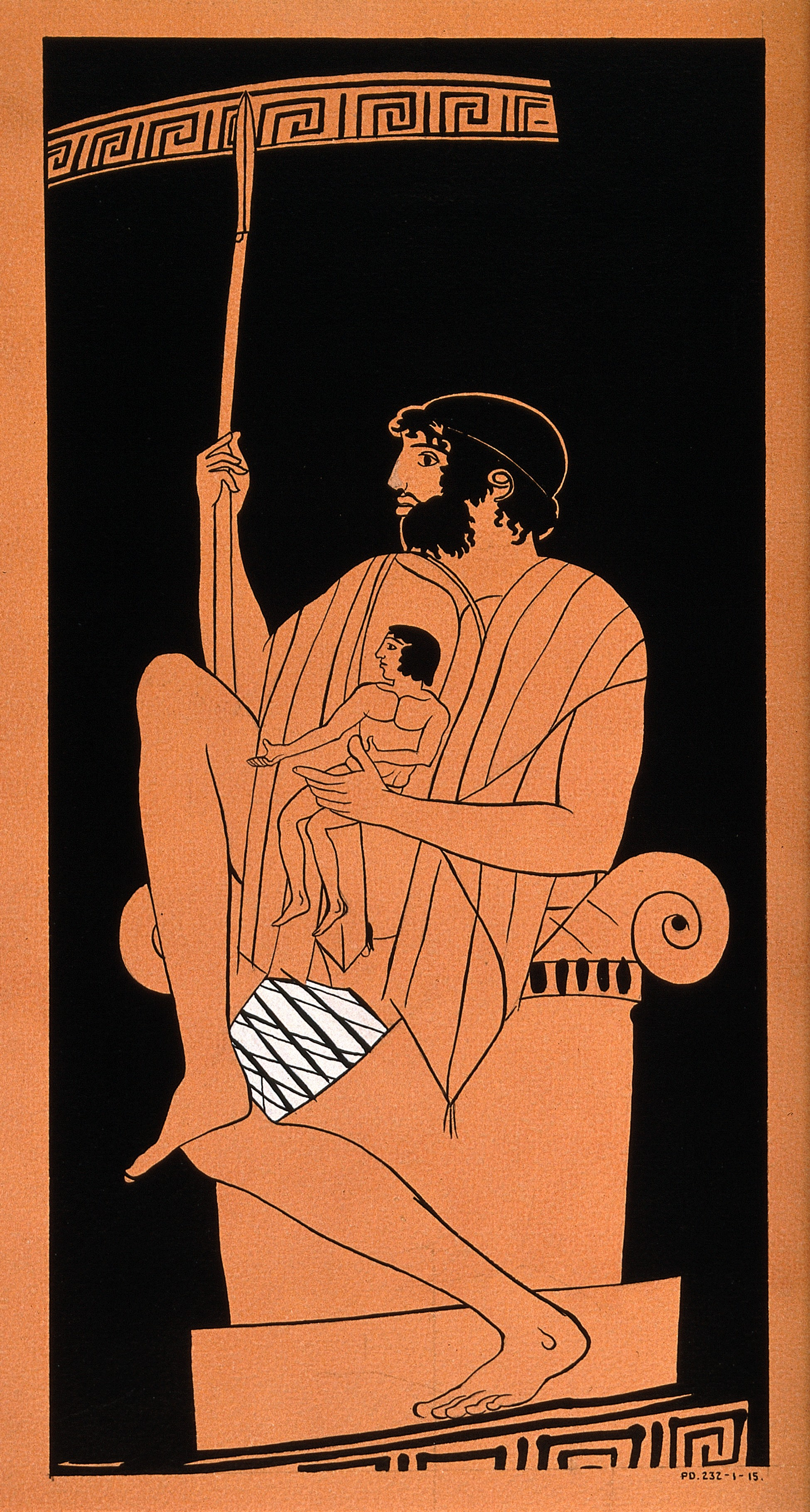
Telefo ferito tiene in braccio il piccolo Oreste come ostaggio. Disegno su pelike (450 a.C. circa; Londra, British Museum: "Vase E382").

Durante il suo regno, alcune navi greche salparono da Aulide verso Troia con l'obiettivo di assalirla a seguito del rapimento di Elena da parte di Paride; i Greci, però, giunsero per sbaglio in Misia e, credendo di essere giunti a Troia, la invasero. Secondo il racconto fornito da Ditti Cretese nella Storia della guerra di Troia, Telefo, avvisato dello sbarco dalle sentinelle poste a guardia delle coste, radunò tutti gli uomini che aveva a disposizione: ci fu una grande battaglia tra Greci e Misi, durante la quale Telefo uccise Tersandro, figlio di Polinice e nipote di Edipo, mentre Aiace Telamonio, che comandava una delle due parti in cui l'esercito greco era stato diviso, colpì a morte Teutranio, che, secondo Ditti Cretese, era figlio di Teutrante e di Auge (e dunque fratellastro del re di Misia). Telefo affrontò in duello Achille ma, non riuscendo a resistergli, indietreggiò e, rimasto avvinghiato in un tralcio di vite, fu ferito con un colpo di lancia alla coscia dal Pelide; rialzatosi rapidamente, riuscì ad estrarre la lancia ed a mettersi in salvo. Secondo lo scoliasta dell'Iliade, il tralcio fu fatto spuntare da Dioniso per punire il re, che aveva privato la divinità di alcuni onori.

La resistenza dei Misi costò ai Greci numerose vite, provocò molti feriti e li costrinse a tornare sulle navi; tuttavia una delegazione achea composta da Tlepolemo, Fidippo e Antifo riuscì a concordare una pace con Telefo: poiché nell'esercito greco vi erano vari discendenti di Pelope, tra cui Agamennone e Menelao, i Greci si presentavano come imparentati con il re di Misia, anch'egli discendente di Pelope (essendo Alcmena, la madre di Ercole, figlia di Pelope secondo alcune versioni del mito); chiarito il vero scopo del loro viaggio, poterono fare ritorno in Grecia.
Il ferimento del re misio è raccontato con alcune varianti anche da Filostrato nel dialogo Eroico. Secondo il racconto del vignaiolo (il personaggio che nel dialogo riferisce le storie degli eroi), durante la battaglia Protesilao combatté contro Telefo e, nello scontro, riuscì a strappargli lo scudo; rimasto senza protezione, fu ferito da Achille, che non lo uccise solo a causa all'intervento dei compagni di Telefo, che lo portarono in salvo. Filostrato, a differenza di Ditti Cretese, riporta molte più perdite per i Misi che non per i Greci, e ricorda un tale spargimento di sangue al punto che le acque del fiume Caico si tinsero di rosso. Racconta inoltre che a fianco dei soldati misi combatté una schiera di donne misie a cavallo, paragonabili alle Amazzoni: a capo di queste donne era Iera, moglie di Telefo e donna di grande bellezza, che fu uccisa in battaglia da Nireo. Secondo questa versione fu proprio la bellezza di Iera, maggiore di quella di Elena, che sospinse Omero a non descrivere questa battaglia, giacché il suo intento era di cantare la bellezza di Elena ed il coraggio di Achille, argomenti che, sempre secondo il vignaiolo, nella battaglia di Misia non avrebbe potuto celebrare.

### La guarigione della ferita
La ferita di Telefo sembrava inguaribile e costrinse il re a recarsi di nuovo a Delfi per sapere se c'era qualche speranza di guarigione. L'oracolo rispose che solo chi l'aveva ferito avrebbe potuto risanarlo. Telefo, vestito da mendicante, partì per Argo, dove intanto si erano ritirati gli Achei tornando dalla Misia, e, secondo alcuni autori, prese in ostaggio il piccolo Oreste, figlio d'Agamennone, minacciando di ucciderlo se Achille non l'avesse guarito dalla ferita. Nessuno osò toccarlo perché Calcante, l'indovino, aveva profetizzato che solo l'Eraclide sarebbe riuscito a guidarli verso Troia. Fu guarito grazie alla ruggine della lancia di Achille, (al quale Telefo donò, come ringraziamento, alcuni cavalli) o, secondo la notizia di Plinio il Vecchio, grazie a una pianta scoperta da Achille in grado di curare le ferite e che da lui prese il nome achillea; Telefo guidò quindi i Greci verso la spiaggia troiana, tornando in seguito in terra di Misia.

### La spedizione a Troia di Euripilo, la morte di Telefo e la fondazione di Pergamo

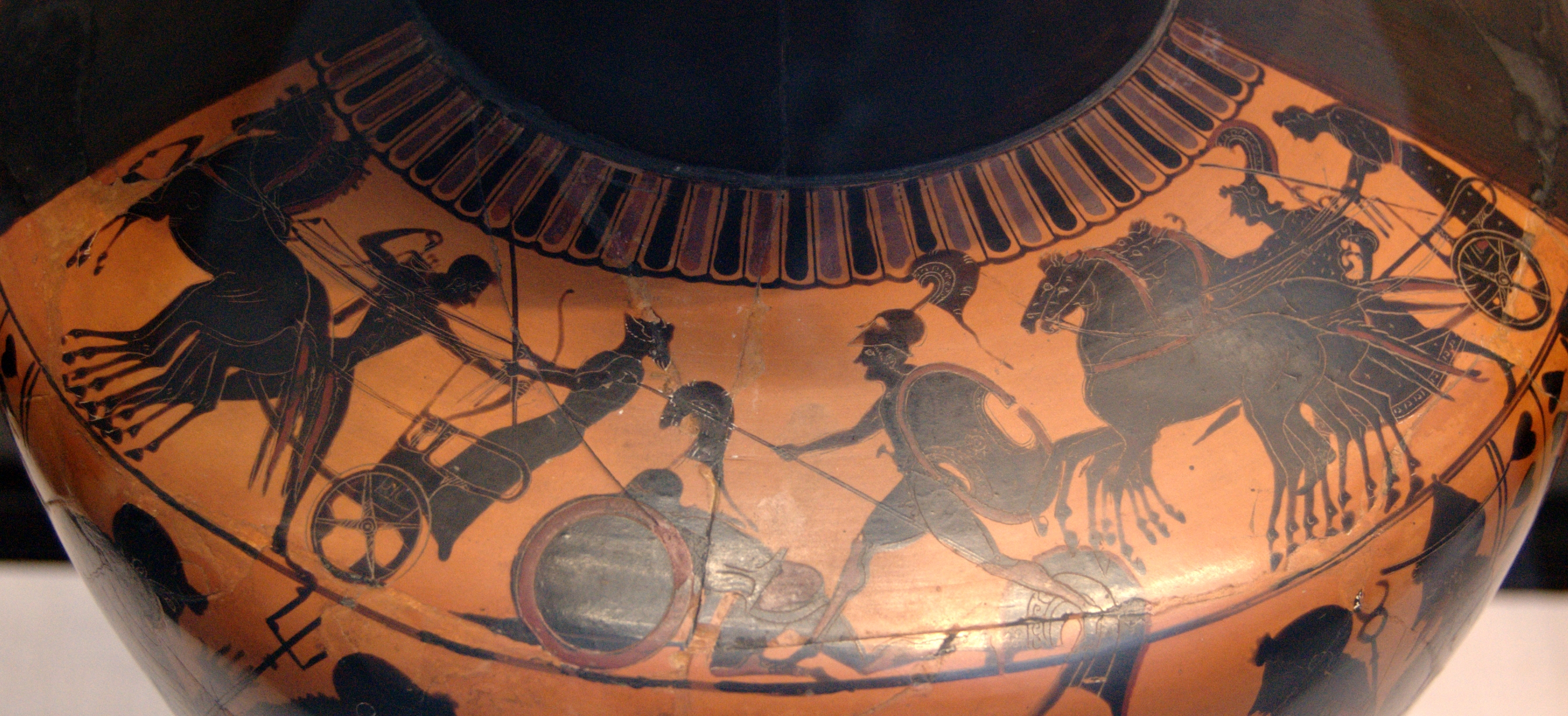
Neottolemo uccide Euripilo. Anfora attica a figure nere, ca. 510 a.C. (L 309). Martin von Wagner-Museum, Università di Würzburg.

Quando i Greci posero l'assedio a Troia, Telefo, pur imparentato con Priamo, proclamò lo stato di non belligeranza. Priamo decise allora di inviare alla sorella il tralcio di vite dorata che Troo (o Laomedonte) aveva ricevuto da Zeus in seguito al ratto di Ganimede, per convincerla a lasciar partire il figlio Euripilo: Astioche cedette ed Euripilo partì per Troia alla testa di un folto contingente di soldati misi. Durante la guerra il principe ammazzò molti nemici, tra cui Macaone, Peneleo e Nireo, ma fu poi ucciso da Neottolemo.
Alla morte di Telefo, gli succedette il nipote Grino. Questi dovette fronteggiare le invasioni dai regni vicini e chiese aiuto a Pergamo, figlio di Neottolemo, divenuto suo alleato: respinti i nemici, i due fondarono in Misia una nuova città, che fu chiamata Pergamo e legata alla memoria di Telefo. I resti dell'eroe vennero infatti qui trasferiti e posti in un grandioso complesso funerario.

## Versioni secondarie
Secondo Esiodo, Telefo nacque direttamente in Asia. In un frammento del Catalogo delle donne, racconta infatti che Teutrante ricevette Auge nella sua casa e la trattò come una figlia; rimasta incinta da Eracle, che si trovava in Asia per conquistare i cavalli di Laomedonte, qui diede alla luce un bambino, Telefo. L'autore ne sottolinea però l'origine greca designandolo con il patronimico Arcaside, cioè discendente di Arcade.
Darete Frigio racconta nella Distruzione di Troia che, dopo il rapimento di Elena, i Greci mandarono due delegazioni in Asia: la prima, guidata da Diomede e Ulisse, diretta a Troia per riavere Elena da Paride; la seconda, guidata da Achille e Telefo, diretta in Misia per saccheggiare il regno di Teutrante. I Greci di Achille si scontrarono con l'esercito dei Misi ed il re non rimase ucciso solo grazie all'intervento di Telefo, che lo salvò sotto il proprio scudo in segno di gratitudine per il favore che in precedenza gli aveva riservato; Teutrante aveva infatti ospitato Telefo quando questi ereditò il regno dal precedente re Diomede, spodestato ed ucciso da Eracle. Dopo essere stato protetto in battaglia, Teutrante, ormai in età avanzata, decise di lasciare il regno a Telefo ed egli, come re di Misia, aiutò i Greci nella guerra di Troia.
Secondo Igino, la sposa dell'eroe era Laodice, figlia di Priamo mentre Apollodoro la chiama Astioche ed aggunge che Telefo si unì a lei in seconde nozze in quanto la prima moglie era stata invece Argiope, una figlia di Teutrante, dal quale ricevette la Misia come dote matrimoniale.
Alcune versioni affermano che Telefo ebbe altri due figli da Iera, Tarconte e Tirreno (o Tirseno), che migrarono in Italia e fondarono numerose città etrusche. Un'altra versione mette tra i figli di Telefo anche Ciparisso, senza fare il nome della madre; Plutarco infine riferisce che, secondo alcune fonti, tra i figli di Telefo ci sarebbe stata Roma, sposa di Enea.

## Letteratura

### Autori classici
(Euripide, Telefo fr. 703 Nauck)
Molti autori classici hanno preso ispirazione dalle vicende di Telefo per le loro opere o hanno fatto riferimento ad alcuni episodi della sua vita.
Telefo è stato protagonista di almeno due tragedie di Euripide, entrambe perdute: Auge e Telefo. La prima, di cui rimangono una ventina di frammenti, racconta del concepimento e della nascita di Telefo e del primo periodo della sua vita: separato dalla madre e allattato da una cerva, fu poi riconosciuto da Eracle come proprio figlio grazie ad un anello, che probabilmente Auge gli aveva strappato durante la violenza e che poi aveva lasciato al figlio. La seconda, di cui rimangono circa trenta frammenti, racconta dell'attacco dei Greci, diretti verso Troia, alla Midia; Telefo, ferito da Achille durante un combattimento, si veste da mendicante e si dirige verso il campo dei Greci ad Argo, poiché un oracolo gli aveva annunciato che solo la lancia che lo aveva colpito avrebbe potuto guarirlo. A quest'ultima tragedia fa riferimento, parodiandola, Aristofane in varie occasioni, soprattutto negli Acarnesi (in cui il protagonista Diceopoli si traveste da mendicante per catturare la benevolenza del coro) e nelle Tesmoforiazuse (in cui Mnesiloco minaccia il coro di donne di uccidere una bambina - che poi si rivelerà un otre di vino - sottratta alla madre, analogamente a quanto fatto da Telefo nella tragedia con il piccolo Oreste per ottenere aiuto dagli Argivi e convincere Achille a guarirlo). Altri riferimenti alla tragedia euripidea sono nelle Nuvole e nelle Rane.
Secondo alcuni studiosi, queste commedie seguirebbero molto da vicino la tragedia euripidea, riprendendone, seppur in via parodica, sia il linguaggio che le azioni.
Telefo era protagonista anche di omonime tragedie greche di Eschilo, Sofocle,, Agatone,, Iofone (figlio di Sofocle), Cleofone e Moschione, delle quali rimangono pochissimi frammenti che non permettono di ricostruirne la trama. Di due commedie di Dinoloco e Rintone rimane solo il titolo, mentre sempre grazie a testimonianze frammentarie, si sa che Telefo compariva come personaggio di spicco anche nelle tragedie I Misi e Gli Aleadi ("i figli di Aleo") di Sofocle che, in base a un'iscrizione, sembra appartenessero alla trilogia o tetralogia Telepheia sulla vicenda di Telefo, che potrebbe includere anche l'Euripilo.
Si conoscono inoltre frammenti di tragedie latine aventi per protagonista Telefo scritte da Quinto Ennio e da Lucio Accio.
Le vicende legate alla battaglia con i Greci hanno ispirato vari autori, oltre ai tragici ed a quelli già ricordati come fonti principali del mito. Un frammento di circa 25 versi scoperto ad Ossirinco ed attribuito ad Archiloco racconta dello scontro tra Greci e Misi, mettendo in risalto la sconfitta degli Achei e la loro ritirata a seguito dell'attacco di Telefo.
Il ferimento da parte di Achille è ricordato da vari autori, ad esempio Pindaro nelle Istmiche e Ovidio nelle Metamorfosi, nei Tristia e nei Remedia amoris.
Anche la guarigione è variamente ricordata: ad esempio, l'Antologia palatina riporta due epigrammi, scritti da Macedonio di Tessalonica e Paolo Silenziario, in cui gli innamorati chiedono alle loro donne di essere guariti come Telefo da Achille, e un rimedio analogo propone Luciano nel Nigrino. Un riferimento al re che si traveste da mendicante per chiedere aiuto è anche in Orazio, che nell'Ars poetica lo paragona a Peleo esiliato.

### Autori italiani e stranieri
Alcuni riferimenti a Telefo sono presenti anche in opere di Dante e di Shakespeare. Paragonando il ferimento e la successiva cura da parte di Achille alla parola di Virgilio che prima ammonisce ma poi riconforta, Dante scriveva nel trentunesimo canto dell'Inferno:
d'Achille e del suo padre esser cagione

prima di trista e poi di buona mancia.»
(Inferno, XXXI, 4-6)
Lo stesso episodio è ricordato da Shakespeare nell'Enrico VI, parte II:
Whose smile and frown, like to Achilles' spear,

questa mia fronte, che serena o torva,

come la lancia d’Achille, è capace

(Enrico VI, parte II, atto V, scena 1, 100-102)
Un passo simile è anche nel Racconto dello scudiero, di Geoffrey Chaucer:
And of Achilles for his queinte spere,

e di Achille con la sua magica spada,

(Geoffrey Chaucer, Il racconto dello scudiero, vv. 10552-10554 ed. Tyrwhitt)
Molto probabilmente allo stesso episodio si riferisce anche Goethe nel Torquato Tasso:
Der eine Wunde, die er selbst geschlagen,

che dopo aver colpito risanava

la ferita col suo tocco benigno.»
(Johann Wolfgang von Goethe, Torquato Tasso, atto IV, scena 4)

### Paremiografia
Dalla vita di Telefo hanno avuto origine anche alcune frasi proverbiali. A proposito del viaggio verso l'Asia, Erasmo da Rotterdam ricorda il proverbio ᾿Έσχατος Μυσῶν πλεῖν Èschatos Mysṑn plèin, "l'ultimo di Misi naviga", spiegando che veniva usato con riferimento a compiti duri e difficili da svolgere. Secondo il lessico Suida si tratta dell'oracolo che spinse Telefo a partire per l'Asia in cerca della madre.
Paolo di Egina informa nel suo trattato medico che le ferite difficili o impossibili a cicatrizzarsi erano chiamate Τηλέφεια θραύματα Tēlèpheia thràumata, in ricordo della ferita inferta da Achille a Telefo che non si rimarginò se non con l'intervento dello stesso Achille.
Aristotele, ricordando nella Poetica che ciò che è convincente ma impossibile è da preferirsi a ciò che è possibile ma non convince, cita il caso di Telefo, che giunse in Misia senza parlare. La silenziosità di Telefo è anche menzionata anche da un frammento del comico Alessi, a proposito di un parassita che cena senza parlare, e dal comico Anfide, a proposito dei pescivendoli boriosi.
Telefo è all'origine anche di un altro proverbio, Μυσῶν λεία (Mysṑn lèiā), "preda dei Misi": come spiega Erasmo nella sua raccolta di adagi, era usato per coloro che erano danneggiati impunemente da altri e prende origine dalle incursioni che i Misi dovettero subire durante il periodo in cui Telefo aveva dovuto lasciare il suo regno diretto in Grecia. Tra gli esempi di uso di questo proverbio, si veda l'orazione XVIII (Sulla Corona) di Demostene.

## La figura di Telefo nell'arte

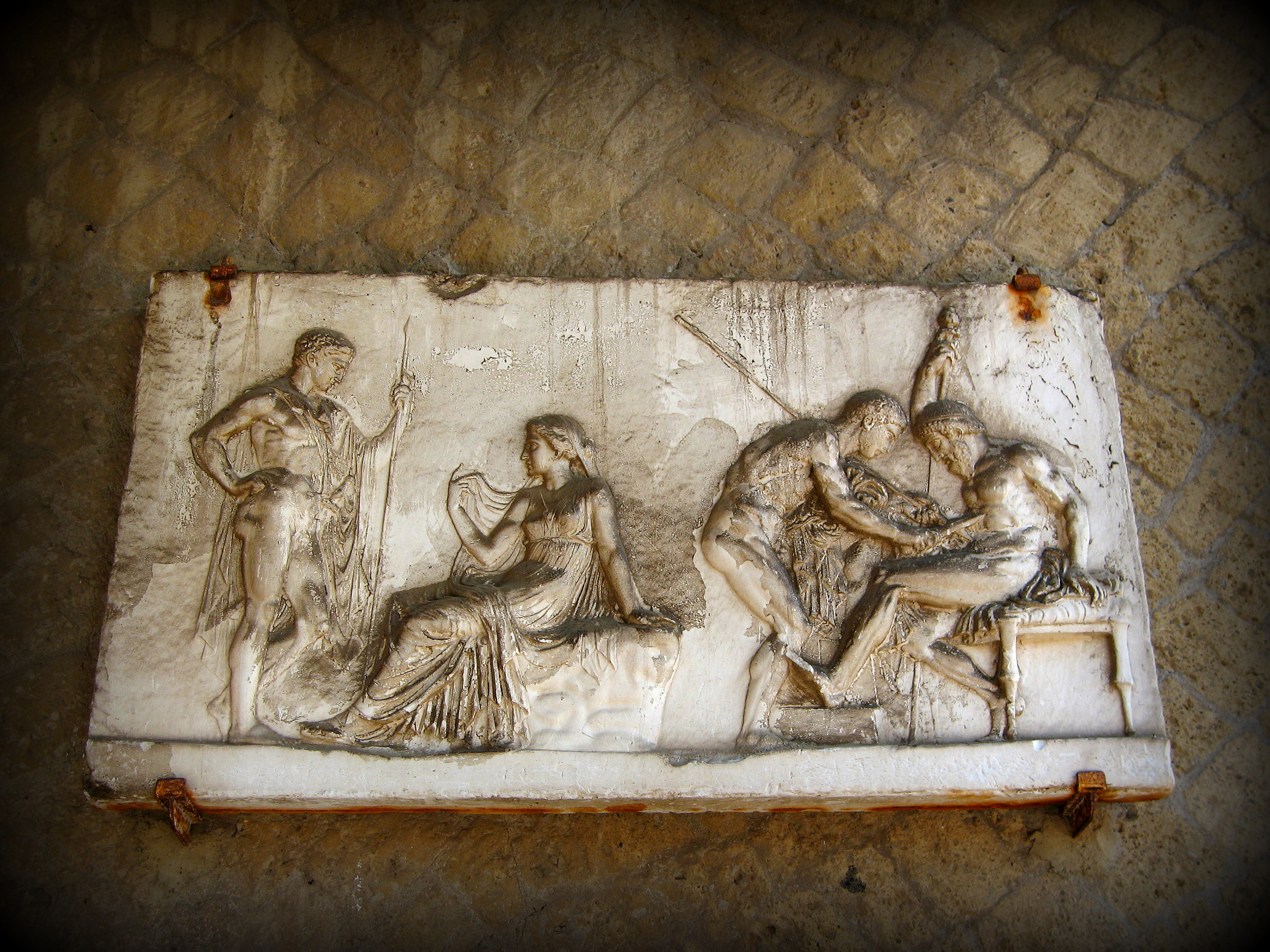
Telefo curato da Achille. Altorilievo, Casa del Rilievo di Telefo, Ercolano

Una delle più grandi case scoperte nel sito archeologico di Ercolano è stata chiamata Casa del Rilievo di Telefo: prende il nome da un altorilievo che è stato trovato in questa casa e che ritrae Achille mentre cura la ferita di Telefo.
La battaglia tra Greci e Misi era invece il tema rappresentato su uno dei frontoni del tempio di Atena Alea a Tegea: realizzati da Skopas tra il 345 ed il 335 a.C., i resti sono ora conservati al Museo archeologico nazionale di Atene.

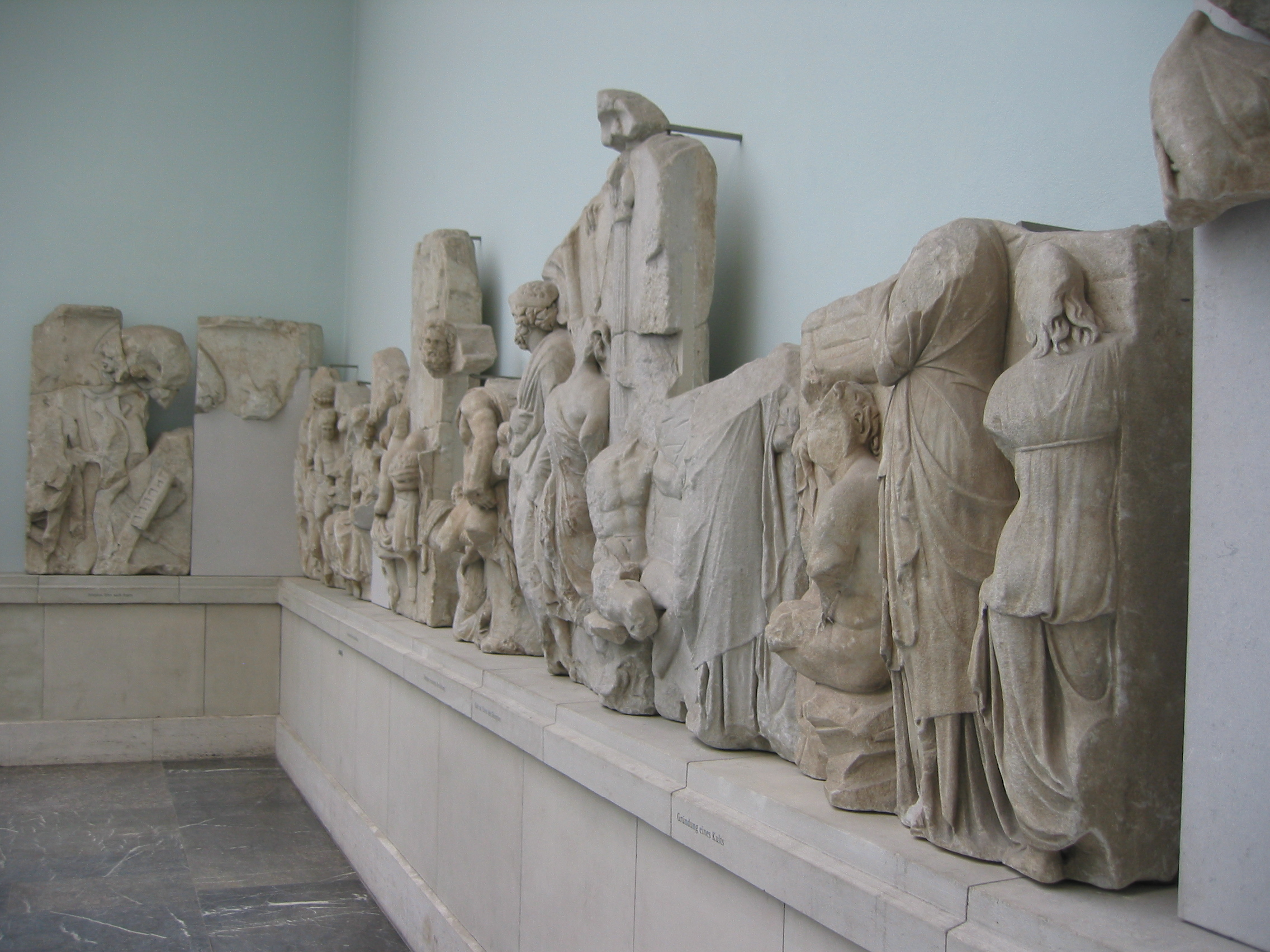
Fregio di Telefo, Pergamonmuseum, Berlino.

Ma la più famosa rappresentazione artistica del mito di Telefo è immortalata nell'altare di Zeus a Pergamo, ora conservato al Pergamonmuseum di Berlino. L'eroe era considerato dagli abitanti di Pergamo come il fondatore della loro città; Pausania riferisce che si «ritenevano Arcadi, discendendo da quelli che approdarono in Asia con Telefo», mentre Elio Aristide afferma che Pergamo era una colonia di Telefo e dei suoi compagni. Un fregio rappresenta i momenti principali della storia di Telefo, dall'incontro tra Eracle e Auge all'istituzione di Pergamo. Curiosamente, una delle scene rappresenta il fanciullo mentre è allattato da una leonessa, anziché da una cerva secondo la leggenda comunemente accettata; questo episodio, che non è attestato altrove, potrebbe essere stato scelto con la volontà da parte degli Attalidi di mostrare la superiorità di Pergamo rispetto a Roma, attraverso un confronto dei rispettivi fondatori.
Tra le altre rappresentazioni della storia di Telefo conservate, ci sono alcuni vasi, come quello che rappresenta Telefo ferito conservato al British Museum di Londra ed il cratere Telephus travestitus conservato all'Università di Würzburg, e alcune statue che rappresentano Eracle che tiene in braccio il figlio (conservate al Museo del Louvre di Parigi e al Museo Chiaramonti nella Città del Vaticano).

## Omaggi
- Gli è stato intitolato l'asteroide 5264 Telephus.

### Fonti primarie
- (GRC, EN) Ateneo di Naucrati, Deipnosofisti.
- (EN) Darete Frigio, La distruzione di Troia.
- (GRC, EN) Diodoro Siculo, Bibliotheca historica.
- (EN) Ditti Cretese, Storia della guerra di Troia.
- (GRC, EN) Filostrato, Eroico, su loebclassics.com.
- Igino, Fabulae.
- (GRC, EN) Pausania, Periegesi della Grecia.
- (EN) Plinio il Vecchio, Storia naturale.
- (GRC, EN) Plutarco, Vita di Romolo.
- (GRC, EN) Pseudo-Apollodoro, Biblioteca.
- (GRC, EN) Quinto Smirneo, Posthomerica, su loebclassics.com.
- (GRC, EN) Suida, su stoa.org.
- (GRC, EN) Strabone, Geografia.

### Fonti moderne
- (GRC, LA) Theodor Kock (a cura di), Comicorum atticorum fragmenta, Lipsia, B.G. Teubner, 1880.
- Guido Avezzù (a cura di), Alcidamante. Orazioni e frammenti, Roma, Bollettino dell'Istituto di Filologia Greca, Supplemento 6, 1982.
- (GRC, LA) August Nauck, Tragicorum graecorum fragmenta, 2ª ed., Lipsia, B.G. Teubner, 1889.
- (GRC, EN) Christopher Collard e Martin Cropp (a cura di), Euripides Fragments: Aegeus-Meleager, su Loeb Classical Library, Harvard University Press, DOI:10.4159/DLCL.euripides-dramatic_fragments.2008.
- (GRC, EN) Christopher Collard e Martin Cropp (a cura di), Euripides Fragments: Oedipus-Chrysippus. Other Fragments (XML), su Loeb Classical Library, Harvard University Press, DOI:10.4159/DLCL.euripides-dramatic_fragments.200.
- (GRC, EN) Alfred C. Pearson e Richard C. Jebb (a cura di), The Fragments of Sophocles, Cambridge University Press, 1917.
- (GRC, EN) Glenn W. Most (a cura di), Hesiod. The Shield. Catalogue of Women. Other Fragments (XML), su Loeb Classical Library, Harvard University Press, DOI:10.4159/DLCL.hesiod-catalogue_women.2007.
- (GRC, EN) Martin L. West (a cura di), Greek Epic Fragments: From the Seventh to the Fifth Centuries BC, su Loeb Classical Library, Harvard University Press, DOI:10.4159/DLCL.greek_epic_fragments_trojan_cycle_cypria.2003.
- (LA, EN) E.H. Warmington (a cura di), Remains of Old Latin, Volume I: Ennius. Caecilius, su Loeb Classical Library, Harvard University Press, DOI:10.4159/DLCL.ennius-annals.1935.
- (LA, EN) E.H. Warmington (a cura di), Remains of Old Latin, Volume II: Livius Andronicus. Naevius. Pacuvius. Accius (XML), su Loeb Classical Library, Harvard University Press, DOI:10.4159/DLCL.livius_andronicus-tragedies.1936.
- (EN) William Smith, A Dictionary of Greek and Roman biography and mythology, su perseus.tufts.edu, John Murray, 1873.
- Erasmo da Rotterdam, Adagi, a cura di Emanuele Lelli, Milano, Bompiani, 2013, ISBN 978-88-452-7451-0.

#### Articoli accademici
- (EN) Harold W. Miller, Euripides' Telephus and the Thesmophoriazusae of Aristophanes, in Classical Philology, XLIII, luglio 1948,  pp. 174-183.
- (EN) Malcolm Heath, Euripides' Telephus (PDF), in Classical Quarterly, n. 37, 1987,  pp. 272-280, DOI:10.1017/S0009838800030494.
- (EN) L.A. Swift, Telephus on Paros: genealogy and myth in the 'New Archilochus' poem (P.OXY. 4708), in Classical Quarterly, n. 64.2, 2014,  pp. 433-447, DOI:10.1017/S0009838814000433.
- (EN) Eric Csapo, A note on the Würzburg bell-crater H5697 ("Telephus travestitus"), in Phoenix, n. 40.4, 1986,  pp. 379-392, DOI:10.2307/1088168.
- C. Parodo, La nascita e l’infanzia dell’eroe. Telefo, Romolo e Remo: appunti per un’archeologia dei temi mitici del modello eroico, in ArcheoArte. Rivista elettronica di Archeologia e Arte, n. 2, Cagliari, 2013.